# Lee Na-rae
Lee Na-rae (kor. 이 나래; ur. 1 stycznia 1979) – południowokoreańska zapaśniczka w stylu wolnym. Olimpijka z Aten 2004, gdzie zajęła siódme miejsce w kategorii 55 kg.
Trzykrotna uczestniczka mistrzostw świata, czwarta w 2001. Srebro na igrzyskach azjatyckich w 2002 i na igrzyskach Wschodniej Azji w 2001. Zdobyła cztery medale na mistrzostwach Azji. Srebrny w 2004 i brązowe w 1999, 2003 i 2005.